# Haliplus basinotatus
Haliplus basinotatus (лат.) — вид жесткокрылых насекомых из семейства плавунчики. Распространён в Японии, Китае, Корее и на Дальнем Востоке России. Длина тела имаго около 4 мм (3,30—5,34 мм). От близких видов отличается следующими признаками: чёрные отметины на центральных надкрыльях соединены тонкими линиями; у большинства особей чёрная поперечная полоса на основании надкрылий; простернальный отросток слегка сужен около передних тазиков. Чёрная метка на голове не расширена у основания. Чёрные метки на надкрыльях выровнены в прямую линию по центру; одиночная чёрная метка на 4 и 8 интервалах. Сутуральная чёрная полоса едва достигает основного 1-го интервала на основании надкрылий. Пенис крупный, вершина округлая. Пронотум без plicae (короткие бороздки на базально-средней части). Личинки питаются харовыми водорослями (Characeae), а взрослые особи были собраны на мелководье.